# Phradis obscuripes
Phradis obscuripes är en stekelart som beskrevs av Horstmann och Kolarov 1988. Phradis obscuripes ingår i släktet Phradis och familjen brokparasitsteklar. Inga underarter finns listade i Catalogue of Life.